# Coquandite
La coquandite è un minerale.